# Saint-Gervais-des-Sablons
Saint-Gervais-des-Sablons település Franciaországban, Orne megyében. Lakosainak száma 71 fő (2022. január 1.). Saint-Gervais-des-Sablons Les Moutiers-en-Auge, Écorches, Montreuil-la-Cambe, Le Renouard és Saint-Pierre-en-Auge községekkel határos.

## Népesség
A település népessége az elmúlt években az alábbi módon változott:
| Lakosok száma | 70   | 69   | 73   | 72   | 73   | 73   | 73   | 73   | 71   |
|               | 2013 | 2015 | 2016 | 2017 | 2018 | 2019 | 2020 | 2021 | 2022 |